# 東経37度線
東経37度線（とうけい37どせん）は、本初子午線面から東へ37度の角度を成す経線である。北極点から北極海、ヨーロッパ、アジア、アフリカ、インド洋、南極海、南極大陸を通過して南極点までを結ぶ。
東経37度線は、西経143度線と共に大円を形成する。

## 通過する地域一覧
東経37度線は、北極点から南極点まで南に向かって以下の場所を通っている。
| 地理座標                                             | 国土・領土・領海 | 備考                                                      |
| ---------------------------------------------------- | ---------------- | --------------------------------------------------------- |
| 北緯90度0分 東経37度0分 / 北緯90.000度 東経37.000度  | 北極海           |                                                           |
| 北緯80度21分 東経37度0分 / 北緯80.350度 東経37.000度 | バレンツ海       | ビクトリア島（ ロシア）のすぐ東を通過                     |
| 北緯68度53分 東経37度0分 / 北緯68.883度 東経37.000度 | ロシア           | コラ半島                                                  |
| 北緯66度15分 東経37度0分 / 北緯66.250度 東経37.000度 | 白海             |                                                           |
| 北緯65度10分 東経37度0分 / 北緯65.167度 東経37.000度 | ロシア           | オネガ半島                                                |
| 北緯64度29分 東経37度0分 / 北緯64.483度 東経37.000度 | 白海             | オネガ湾                                                  |
| 北緯63度53分 東経37度0分 / 北緯63.883度 東経37.000度 | ロシア           |                                                           |
| 北緯50度21分 東経37度0分 / 北緯50.350度 東経37.000度 | ウクライナ       |                                                           |
| 北緯46度52分 東経37度0分 / 北緯46.867度 東経37.000度 | アゾフ海         |                                                           |
| 北緯45度23分 東経37度0分 / 北緯45.383度 東経37.000度 | ロシア           | タマン半島                                                |
| 北緯45度4分 東経37度0分 / 北緯45.067度 東経37.000度  | 黒海             |                                                           |
| 北緯41度17分 東経37度0分 / 北緯41.283度 東経37.000度 | トルコ           |                                                           |
| 北緯36度45分 東経37度0分 / 北緯36.750度 東経37.000度 | シリア           |                                                           |
| 北緯32度25分 東経37度0分 / 北緯32.417度 東経37.000度 | ヨルダン         |                                                           |
| 北緯29度54分 東経37度0分 / 北緯29.900度 東経37.000度 | サウジアラビア   |                                                           |
| 北緯25度24分 東経37度0分 / 北緯25.400度 東経37.000度 | 紅海             |                                                           |
| 北緯21度26分 東経37度0分 / 北緯21.433度 東経37.000度 | スーダン         |                                                           |
| 北緯17度0分 東経37度0分 / 北緯17.000度 東経37.000度  | エリトリア       | 約6km                                                     |
| 北緯16度56分 東経37度0分 / 北緯16.933度 東経37.000度 | スーダン         | 約19km                                                    |
| 北緯16度46分 東経37度0分 / 北緯16.767度 東経37.000度 | エリトリア       |                                                           |
| 北緯14度15分 東経37度0分 / 北緯14.250度 東経37.000度 | エチオピア       |                                                           |
| 北緯4度23分 東経37度0分 / 北緯4.383度 東経37.000度   | ケニア           |                                                           |
| 南緯2度40分 東経37度0分 / 南緯2.667度 東経37.000度   | タンザニア       |                                                           |
| 南緯11度36分 東経37度0分 / 南緯11.600度 東経37.000度 | モザンビーク     |                                                           |
| 南緯18度0分 東経37度0分 / 南緯18.000度 東経37.000度  | インド洋         |                                                           |
| 南緯60度0分 東経37度0分 / 南緯60.000度 東経37.000度  | 南極海           |                                                           |
| 南緯69度38分 東経37度0分 / 南緯69.633度 東経37.000度 | 南極大陸         | ドローニング・モード・ランド（ ノルウェーが領有権を主張） |